# Алшинов, Данияр Жылкибаевич
Данияр Жылкибаевич Алшинов  (каз. Данияр Жылқыбайұлы Алшын; род. 23 ноября 1987, Акколь, Целиноградская область) — казахстанский актер, продюсер.

## Биография
Родился 23 ноября 1987 года в городе Акколь, Акмолинской области в семье педагогов.
Два года изучал ядерную физику в Евразийском национальном университете им. Льва Гумилева, а в 2007 году уехал в США по программе «Болашақ» и отучился на специальности авиакосмический инжиниринг в Аризонском государственном университете.
В 2019 году окончил Высшую школу сценических искусств им. Аркадия Райкина.

## Карьера
В школьные и студенческие годы участвовал в играх КВН. По завершении учебы в США работал по специальности в космической отрасли Казахстана, параллельно ходил на кастинги, после чего снялся в казахстанском сериале «Бақытыма сенемін» («Ничего личного», 2015). Первая роль в полнометражном фильме «Районы» (2016) Акана Сатаева, сделала Данияра узнаваемым на родине.
Международный дебют состоялся в 2019 году с картиной «Чёрный, чёрный человек» в рамках 67-го кинофестиваля в Сан-Себастьяне. Фильм удостоен премии Asia Pacific Screen Awards в номинации за «Лучшую режиссуру».
В 2019-м на Варшавском кинофестивале состоялась премьера драмы «Бой Атбая» режиссера Адильхана Ержанова, где он сыграл бандита, участвующего в подпольных боях — через два года за эту роль получил награду The Best Actor Award — New York.
В апреле 2022 года на Каннском кинофестивале состоялась премьера мини-сериала «Инфинити» Тьерри Пуаро. Главные роли в проекте, снятом весной 2021-го в Украине, Казахстане и Франции, между собой разделили Данияр Алшинов и Селин Саллетт. В 2023 году «Инфинити» был номинирован на Международную премию Эмми.
Также, в сентябре 2022 года получил награду независимых критиков Венецианского Кинофестиваля Premio bisato d’oro 2022 «Best Actors» за фильм «Голиаф».

## Фильмография
| Год  | Название                 | Роль                |
| ---- | ------------------------ | ------------------- |
| 2015 | «Ничего личного»         | Турсынбек Бекенов   |
| 2016 | «Районы»                 | Рашид               |
| 2017 | «Келинка тоже человек»   | Макс                |
| 2018 | «Я — жених»              | Ержан               |
| 2018 | «Келинка тоже человек 2» | Макс                |
| 2019 | «Бой Атбая»              | Атбай               |
| 2019 | «Жаным, ты не поверишь!» | Дастан              |
| 2019 | «Чёрный, чёрный человек» | следователь Бекзат  |
| 2020 | «Улболсын»               | следователь Бекзат  |
| 2021 | «Коллективный иммунитет» | Селькеу             |
| 2022 | «Инфинити»               | Исаак Тургун        |
| 2022 | «Штурм»                  | Турбо               |
| 2022 | «Время патриотов»        | Султан Ибраев       |
| 2022 | «Голиаф»                 | Пошаев              |
| 2022 | «Обучение Адемоки»       | Ахав                |
| 2023 | «Убить Риту»             | Чингиз              |
| 2023 | «Украсть свои деньги»    | Азамат Алдабергенов |